# Францішек Ксаверій Любомирський
Францішек Ксаверій Любомирський  (пол. Franciszek Ksawery Lubomirski, 1747–1819) — голова польського роду Любомирських, з 1772 року — староста ситихівський, генерал російської армії, князь.

## Життєпис
Син київського воєводи Станіслава Любомирського. У 1772 році отримав у спадок від свого батька Ситихівське староство Радомської губернії на річці Віслі[джерело?]. Власник величезних маєтностей у південно-східній частині Київського воєводства, яке включало 9 міст, 179 сіл і понад 100 тисяч «душ». Проживав у своїй резиденції в місті Сміла. Місто за його сприяння в 1773 році отримало магдебурзьке право.
Після першого поділу Речі Посполитої, в 1777 році Ксаверій вступив на службу до теперішньої Російської імперії та здобув ранг генерал-лейтенанта. Пізніше, у 1781 році, став бригадиром, а два роки потому вже отримав звання «генерала-майора».
Сімейне життя Любомирських було спокійним і розміреним, але тільки з першою, коханою дружиною — Антонією Аделею Потоцькою — донькою київського воєводи Франциска Салезія. Через декілька років після одруження в сім'ї Любомирських народилися дві доньки — Ельжбета та Клементина. За словами друзів, коли доньки подорослішали, у 1786, Ксаверій розлучився із Антонією та зустрів Теофілію Жевуську. Згодом від шлюбу із Теофілією народилися ще дві доньки — Амелія і Кароліна, та два сини — Константій та Евгеніуш. Але з нею він також розлучився. Третьою дружиною стала Марія Львівна Наришкіна (внучка та племінниця відповідно Кирила і Олексія Розумовських), від шлюбу з якою мав двох синів — Антонія та Александра.
Від Францішека Ксаверія Любомирського походить старша лінія Любомирських, представники якої перебували, здебільшого, у російському підданстві.

Герб Дружина

Був похований у містечку Дубровна (Білорусь), де в 1809 році на його кошти збудували костел.